# 야마다 요지
야마다 요지(일본어: 山田 洋次, 1931년 9월 13일 ~ )는 일본의 영화 감독이자 각본가이다. 오사카부 도요나카시 출신, 가와시마 유조, 노무라 요시타로의 조감독을 거쳐 1961년 《2층의 타인》으로 데뷔했으며 이후 《남자는 괴로워》 시리즈 등을 발표한다.

## 감독 작품

### 영화
- 1969년 《남자는 괴로워》
- 1977년 《행복의 노란 손수건》
- 1991년 《아들》
- 1993년 《학교》
- 1996년 《학교2》
- 1998년 《학교3》
- 2002년 《황혼의 사무라이》
- 2004년 《숨겨진 검 오니노쓰메》
- 2006년 《무사의 체통》
- 2008년 《가베》
- 2010년 《남동생》